# 前田千春
前田 千春（まえだ ちはる、1986年2月17日 - ）は、日本の元AV女優。
東京都出身。身長：157cm。スリーサイズ：B82（Cカップ）・W58・H83。

## 略歴
- 2006年 - 『First Impression 19』でAVデビュー。
- 2007年 - 『JK 前田千春』で引退。

## 作品

### アダルトビデオ
- First Impression 12 前田千春（2006年5月1日、アイデアポケット）
- ナースのお仕事 近未来看護 前田千春（2006年6月1日、アイデアポケット）
- ANGEL HIGH SCHOOL 前田千春（2006年7月1日、アイデアポケット）
- ご奉仕おしゃぶりメイド 前田千春（2006年8月1日、アイデアポケット）
- MAX MOSAIC VOL.05 前田千春（2006年9月1日、アイデアポケット）
- ザーメン美少女 前田千春（2006年10月1日、アイデアポケット）
- 潮吹き調教 前田千春（2006年12月7日、GLAY'z）
- 連続絶頂痙攣FUCK 前田千春（2007年1月5日、GLAY'z）
- JK 前田千春（2007年2月2日、GLAY'z）
- ANGEL PREMIUM 9（2007年4月1日、アイデアポケット）※総集編
- GLAY'z SUPER騎乗位生中出し4時間（2007年8月3日、GLAY'z）※総集編
- SEMEN POWER（2007年9月1日、アイデアポケット）※総集編
- アイデアポケット女子高生作品集 丸ごと8時間（2007年10月1日、アイデアポケット）※総集編
- MAX MOSAIC PREMIUM BEST VOL.1～10（2007年10月1日、アイデアポケット）※総集編
- お掃除フェラ.2 4時間（2007年11月2日、GLAY'z）※総集編
- GLAY'z Dynamite! 2枚組 8時間（2007年12月7日、GLAY'z）※総集編